# Вінченцо Петрочеллі
Вінченцо Паскуале Анджело Петрочеллі (італ. Vincenzo Pasquale Angelo Petrocelli; 6 липня 1823 — 2 лютого 1896) — італійський художник з Королівства Обох Сицилій, відомий історичними композиціями, портретами та жанровими сценами.

## Біографія
Народився 6 липня 1823 року в Черваро, на той час територія належала Королівству Обох Сицилій (нині регіон Лаціо, Італія). Отримав художню освіту в Неаполі у майстерні відомого живописця Доменіко Мореллі.
Художню діяльність розпочав близько 1850 року. Основну увагу приділяв історичному живопису, однак також писав портрети та сцени з повсякденного життя (див.: Angelo de Gubernatis, Dizionario degli artisti italiani viventi, 1889, с. 371).
Петрочеллі був обраний почесним професором Академії образотворчих мистецтв у Неаполі та інших академій Європи. Серед його меценатів був король Фердінанд II Обох Сицилій, який офіційно підтримував його у 1855 році (див.: Державний архів Неаполя, Fondo Real Casa, Registro № 48, anno 1855).

## Критична переоцінка та ринкові перспективи
Останніми роками творчість Вінченцо Петрочеллі зазнала поступової критичної переоцінки, особливо в контексті досліджень історичного та орієнталістського неаполітанського живопису XIX століття. Художника було включено до низки спеціалізованих публікацій, присвячених академічній школі південної Італії після об'єднання Італії, а деякі його твори експонувалися на ретроспективних виставках у муніципальних музеях і приватних фондах, що сприяло відновленню інтересу до його постаті в італійському художньому контексті.
Поновлений інтерес до митця також підтримується зростанням уваги з боку міжнародного колекціонізму до академічних художників, які працювали в період між Реставрацією та об'єднання Італії. Особливий інтерес викликають складні й добре задокументовані роботи, такі як великі олійні полотна, представлені на Бурбонській виставці 1848 року або на Промотрицi неаполітанській у 1870-х роках. За оцінками фахівців арт-ринку, і згідно з уже помітною ревалоризацією творів художників на кшталт Доменіко Мореллі чи Джузеппе Сьюті, є підстави вважати, що протягом наступних п’яти років найзначущі твори Вінченцо Петрочеллі можуть досягти дуже високих аукціонних цін за наявності історико-художньої експертизи та музейного походження.

## Родина
Сини Вінченцо — Акілле Петрочеллі та Артуро Петрочеллі — також стали художниками і продовжили родинну традицію.

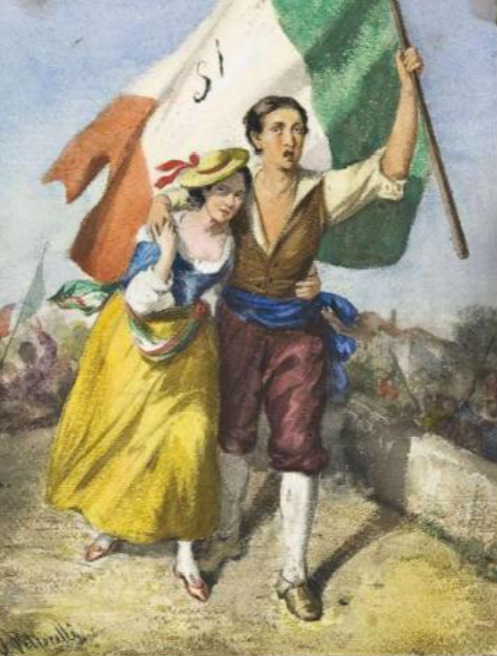
Італійський Прапор
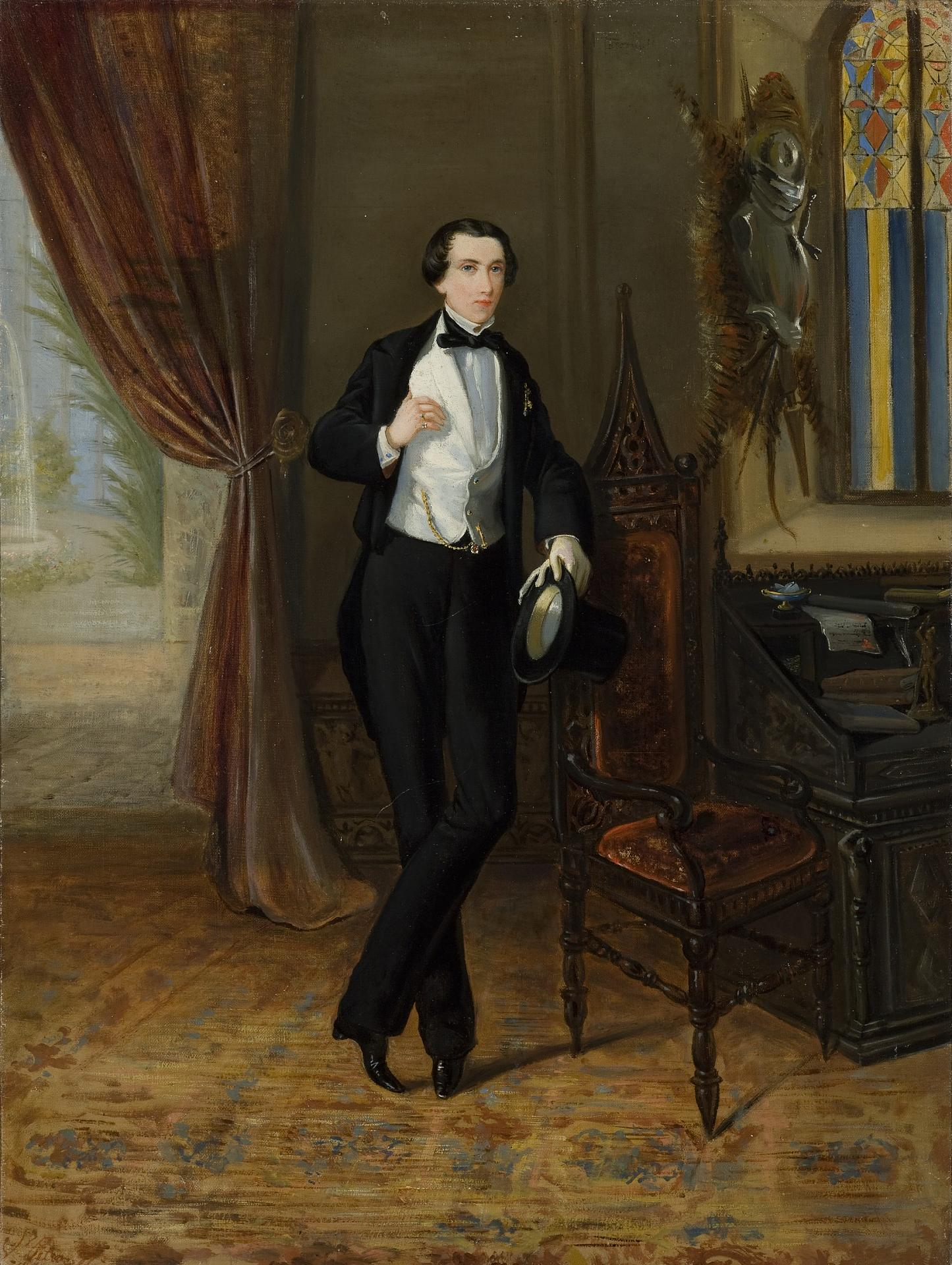
Портрет Николай Борисович Юсупов, 1850
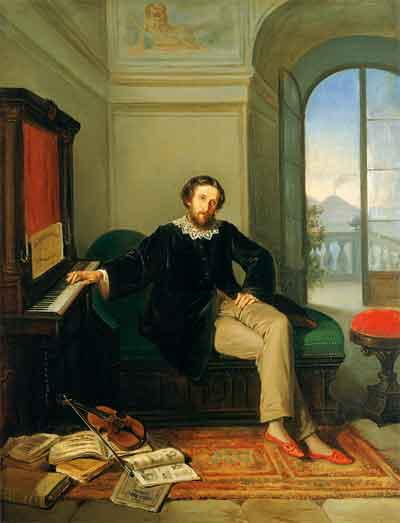
Портрет Николай Борисович Юсупов, 1850

## Музеї
- Королівська колекція дому Савойї.
- Ермітаж, Санкт-Петербург, Росія[6].
- Музей Королівського палацу в Казерті[7].
- Національний музей Каподімонте[8].

## Стиль
Вінченцо Петрочеллі (Vincenzo Petrocelli) вирізняється як один із найвишуканіших представників академічного реалізму Італії XIX століття, здатний поєднувати урочистість історичного живопису з потужною наративною силою та чутливістю до світла, притаманною південній італійській традиції. Його творчість, глибоко вкорінена в неаполітанській школі, але водночас відкрита до європейських впливів, демонструє технічну майстерність як у композиції, так і в елегантному опрацюванні деталей. Петрочеллі майстерно зображував різні матеріали — шовк, обладунки, мармурові поверхні — та використовував світло не лише як описовий інструмент, а як драматичний засіб. Йому вдається викликати емоційний відгук без надмірного пафосу, вибудовуючи складні сцени з суворим дотриманням композиційного балансу, що ставить його живопис у рідкісне положення між вишуканим академізмом і живою наративністю. Його найвизначніші полотна вирізняються пластичною міцністю фігур, стриманою театральністю сцен та психологічною глибиною персонажів, певним чином передбачаючи подальші веристські пошуки. В умовах сучасного переосмислення історичного значення неаполітанської школи Петрочеллі постає як ключова постать, яку варто переосмислити й відкривати заново — художник, чия фігуративна чутливість резонує як у музейному, так і в приватному колекціонуванні.

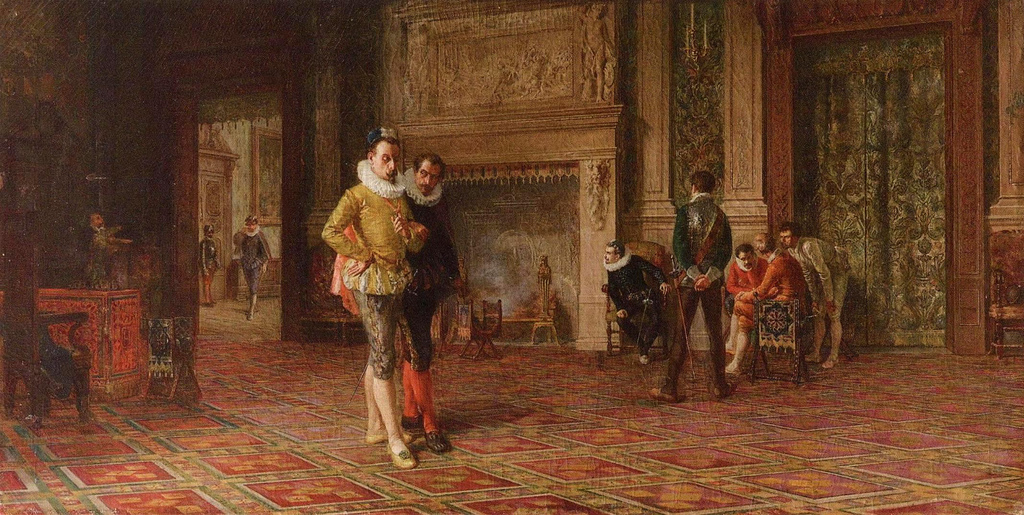
Конспіратори чекають герцога Гіза
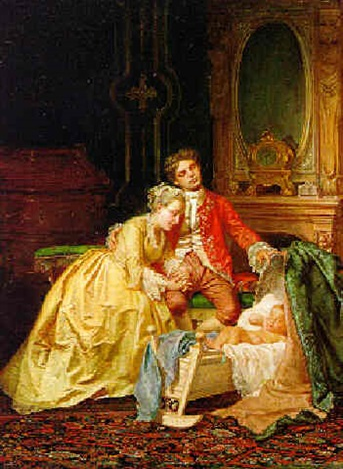
Молода родина
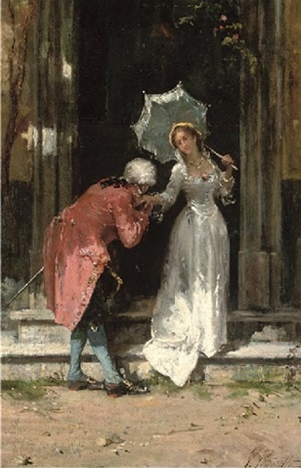
Привітання до нареченого
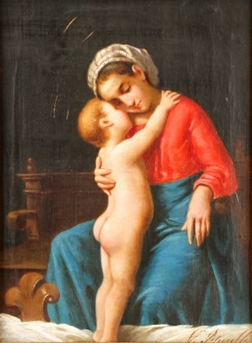
Мати і дитина
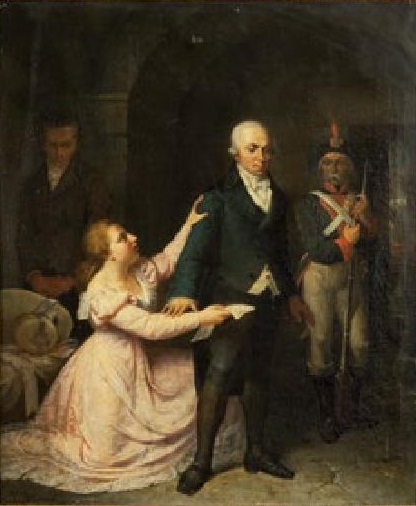
Арешт